# Ajman (ville)
Pour les articles homonymes, voir Ajman.
Ajman est une ville des Émirats arabes unis, capitale de l'émirat d'Ajman. Elle est située sur le golfe Persique autour d'un port naturel (ou khor) et forme également l'une des villes de l'agglomération de Dubaï, dont elle est séparée par Charjah, qui en fait également partie (ces deux dernières villes, par ailleurs les plus peuplées de la fédération, sont également capitales de leurs émirats respectifs).
Elle était peuplée de 238 000 habitants (en 2010), soit plus de 90 % de la population de l'émirat.

## Transports
L'aéroport principal de l'émirat, celui d'Ajman, est situé dans l'enclave de Manama, à près de 60 km à l'est de la ville. Il est situé à seulement 40 km de la mer d'Arabie et est à ce titre l'infrastructure aéroportuaire d'un émirat la plus éloignée de sa capitale. L'aéroport international de Charjah (se trouvant dans l'émirat homonyme) n'est distant d'Ajman que d'une douzaine de kilomètres.

## Architecture
La ville comporte de nombreux gratte-ciel dont : la Corniche Tower (214 m) et l'Ajman Corniche Residence (202 m).

## Jumelage
- Erlangen (Allemagne) depuis 2005